# Дворец Морского министерства
Дворец Морского министерства (фр. hôtel de la Marine) — парижский дворец на площади Согласия, центральной площади французской столицы (пл. Конкорд; 8-й округ), возведённый в 1758—1772 годах по проекту королевского архитектора Жак-Анжа Габриеля; историко-архитектурный памятник (с 1923). Одно из двух величественных и единственных зданий на площади: запланирован и построен в симметричной паре с другим королевским дворцом (западным, слева; ныне гостиница). В первый год Революции передан частично (1789), затем полностью Морскому министерству (1806), генеральному штабу французских ВМС. После переезда генштаба Морского министерства (2015) дворец закрыт на ремонт до 2018 года; после капитальной реставрации откроется как музей.

## Основные даты
- 1748 — два архитектурных конкурса на создание новой Королевской площади в честь правящего Людовика XV (правил 1715—1774) с конной статуей из бронзы, оба неудачные, несмотря на многочисленность участников. Приказ первому королевскому архитектору Жак-Анжу Габриелю (1698—1782) спланировать площадь, взяв за основу самые лучшие поступившие эскизы.
- 1755 — утверждён план Габриеля с двумя симметрично поставленными дворцами, разделёнными Королевской улицей (рю Руаяль) на северной стороне площади.
- 1758 — заложен первый камень дворца. Работами по планам Габриеля руководил архитектор Суффло (1713—1780).
- 1765—1768 — Людовик XV вверяет восточный дворец королевской службе «Гард-Мёбль» (фр. Garde-meuble — склад мебели; современ. фр. Mobilier national); дворец получает соответствующее название «Гард-Мёбль» (hôtel du Garde-Meuble).
- 1774 — дворец обжит и используется по назначению.
- 1777 — по распоряжению главы службы «Гард-Мёбль» галереи дворца с весны по осень раз в месяц открыты полдня для посетителей, любопытству которых представлены лучшие образцы мебели и ковров, предназначенных для национальных дворцов Франции. Таким образом родился первый в стране музей декоративного искусства, который ЭСБЕ назовёт восьмым значимым музеем Парижа[2].
- 1789 — французская революция, королевские министерства переселяются из Версаля в Париж; морскому министерству отведена часть дворца.
- 1792 — 10-16 сентября — кража из Гард-Мёбль.
- 1806 — Морское министерство занимает всё здание дворца, название которого со временем меняется: здание «Гард-Мёбль» становится «Морским министерством» вплоть до 2015 года.
- 2015 — 31 декабря Морское министерство покинуло дворец, который занимало на протяжении 226 лет.
- 2016 — 2 и 3 января — дни открытых дверей. После чего дворец закрылся на ремонт до 2018 года.

## Персоналии
- У королевы Марии-Антуанетты во дворце была квартира, которой она пользовалась, когда тайно наведывалась из Версаля в Париж.
- Российский император Александр I, после взятия Парижа союзными войсками (30 марта 1814), отдал приказ устроить на площади Согласия торжественную службу в память о покойном Людовике XVI. С 31 марта по 12 апреля 1814 года император занимал Талейрановский особняк на улице Сен-Флорентин (дом справа от дворца, см. фр. Hôtel de Saint-Florentin), и каждый день заходил во дворцовую часовню на мессу, что привлекло внимание всей парижской аристократии.[3]
- Ги де Мопассан стараниями своего отца получил место чиновника морского министерства и прослужил в этом дворце несколько лет (1872—1878), прежде чем перевёлся, с помощью Флобера, в министерство образования[4].